# Sävsjön (Almesåkra socken, Småland)
Sävsjön är en sjö i Nässjö kommun i Småland och ingår i Lagans huvudavrinningsområde. Sjön är 3,7 meter djup, har en yta på 0,303 kvadratkilometer och befinner sig 308 meter över havet.

## Delavrinningsområde
Sävsjön ingår i det delavrinningsområde (638179-142767) som SMHI kallar för Utloppet av Almesåkrasjön. Medelhöjden är 318 meter över havet och ytan är 10,23 kvadratkilometer. Räknas de 5 delavrinningsområdena uppströms in blir den ackumulerade arean 39,35 kvadratkilometer. Skålån (Storån) som avvattnar avrinningsområdet har biflödesordning 2, vilket innebär att vattnet flödar genom totalt 2 vattendrag innan det når havet efter 250 kilometer. Delavrinningsområdet består mestadels av skog (64 %) och sankmarker (11 %). Avrinningsområdet har 1 kvadratkilometer vattenytor vilket ger det en sjöprocent på 9,8 %.